# 関市立関商工高等学校

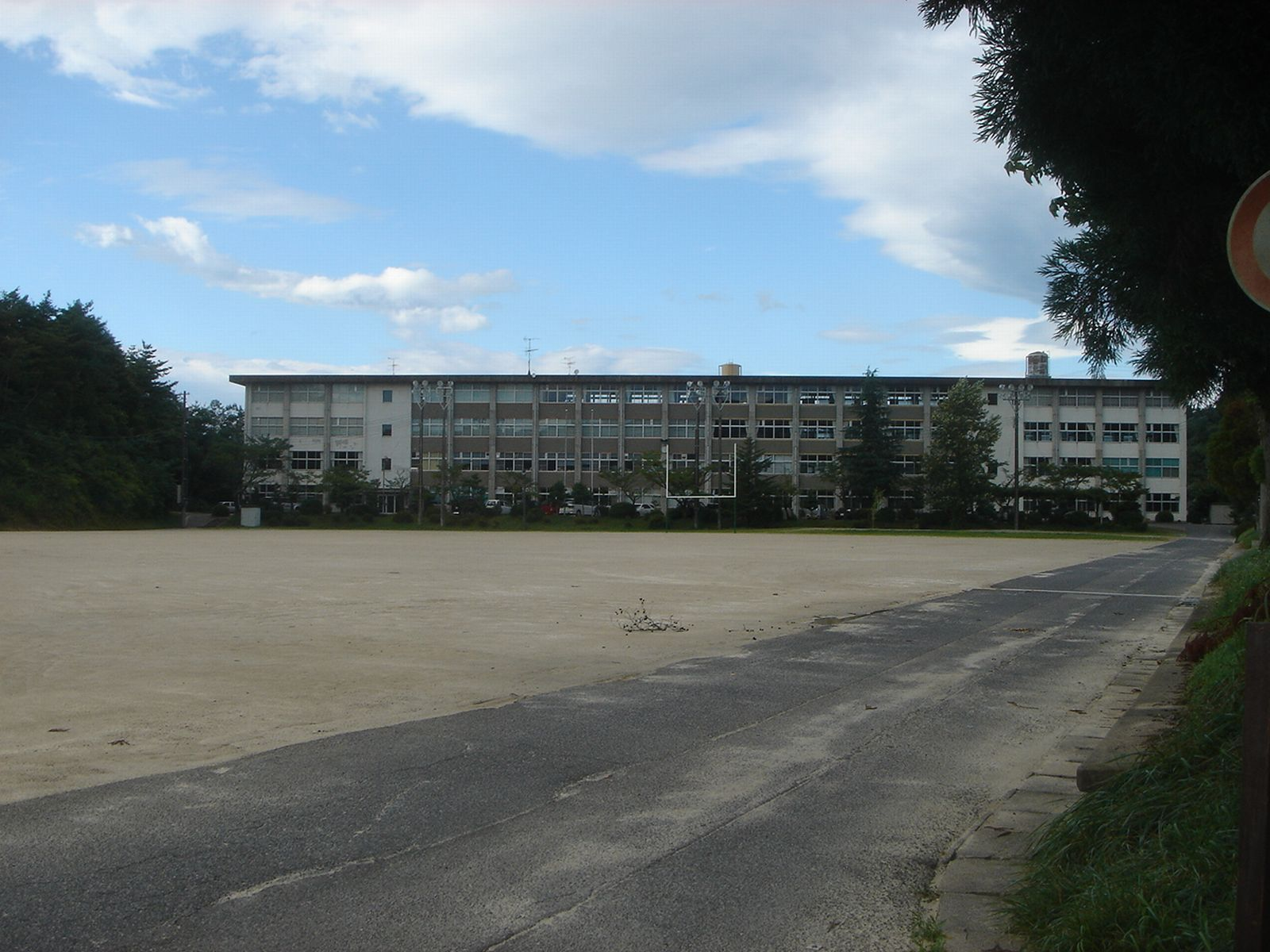
校庭と商業科の校舎

関市立関商工高等学校（せきしりつ せきしょうこうこうとうがっこう）は、岐阜県関市桐ケ丘に所在する市立の商工高等学校。

## 学科
2018年度（平成30年度）より、下のように変更される。カッコ内の数字は人数を表す。
全日制 工業科課程
- 機械科（80）
- 電子機械科（40）
- 建設工学科（40）

全日制 商業科課程
- 総合ビジネス科（120）

## 沿革
- 1943年 - 財団法人関工業学校として設立。
- 1949年 - 全日制商業科、定時制工業課程・商業課程を設置する。
- 1951年 - 学校法人関工業高等学校に改称する。
- 1952年 - 岐阜県関第一高等学校に改称する。
- 1955年 - 関市に移管し、関市立関商工高等学校に改称する。
- 1959年 - 定時制商業科の生徒の募集を停止する。
- 1959年 - 桜本町北校舎伊勢湾台風のため全壊する。
- 1963年 - 全日制工業科に建築科を新設する。
- 1964年 - 全日制工業科に土木科を新設する。
- 1966年 - 定時制商業科の生徒の募集を再開する。
- 1972年 - 商業課程にを営業科・経理科・事務科を新設する。
- 1973年 - 本校所在地を関市倉知4909-45に移転する。
- 1978年 - 定時制商業科の生徒の募集を停止する。
- 1991年 - 事務科を廃止し、電子機械科・情報処理科・情報ビジネス科を新設する。
- 2011年 - 第93回全国高等学校野球選手権大会に初出場。
- 2013年 - 開校70周年を記念し制服を変更。

## 部活動

### 運動系部活動
- ラグビー部：全国大会に40回出場。
- 野球部
- 剣道部
- 柔道部
- 陸上競技部
- 卓球部
- テニス部（男）
- テニス部（女）
- バレーボール部（男）
- バレーボール部（女）
- サッカー部
- バスケットボール部（男）
- バスケットボール部（女）
- ソフトボール部
- 弓道部

### 文化系部活動
- バトントワリング部
- 演劇部
- 書道部
- 写真部
- 美術部
- 吹奏楽部

### 生産系部活動
- 簿記部
- マルチメディア部
- 情報処理部
- ワープロ部
- 機械部
- 電子機械部
- 建設工学部

## 著名な出身者
| - 綾野剛（俳優）（工業科） - 有田美春（歌手）（商業科） - 熊田曜子（タレント）（商業科） - まつやまたかし（イラストレーター） - 尾関弘樹（ラグビーユニオン選手） - 清本拓己（サッカー選手） - 成瀬美紀（陸上競技選手） - 長谷川雄司（ラグビー選手） | - 福永昇三（ラグビー選手） - 泓城蓮（ラグビー選手） - 堀田ありさ（女子プロ野球・愛知ディオーネ所属） - 松本芳之（元プロ野球選手） - 山本秀樹（元社会人野球選手・監督） - 吉田健（ラグビー選手） - 伊藤敬宏（政治家。坂祝町長） |

## 著名な教職員・関係者
- 江崎大輔（同校野球部監督）
- 阪口慶三（同校野球部特別顧問）

## アクセス
岐阜バス上之保関商工線で、「関商工」バス停下車。

## その他
国家資格の基本情報技術者試験（FE）の午前科目免除制度の認定校となっている。